# Prométhée (bande dessinée)
Pour les articles homonymes, voir Prométhée (homonymie).
Prométhée est une série de bande dessinée d’anticipation créée par le Français Christophe Bec et publiée depuis 2008 par les éditions Soleil.
À partir du troisième tome (2010), Bec collabore au dessin avec Alessandro Bocci, auquel succèdent Stefano Raffaele à partir du sixième tome (2012) et Jean Diaz au dix-huitième tome (2018). Les cinquième et treizième tomes sont des recueils de récits courts dessinés par plusieurs auteurs. Différents coloristes et dessinateurs de couverture ont également été impliqués.

## Synopsis
Le 21 septembre 2019, un compte à rebours de treize jours a débuté, une série de phénomènes inexpliqués frappant la Terre jour après jour à la même heure : 13h13 UTC.

## Analyse
La série mélange science, religions, théories du complot, superstition et faits réels. Le scénariste Christophe Bec s’est inspiré de la littérature pseudo-scientifique des années 1960-70, notamment sur le mécanisme d’Anticythère, le projet Montauk, ou encore l’expérience de Philadelphie. Ses influences visuelles proviennent des œuvres de science-fiction La Guerre des mondes, 2001 l’Odyssée de l'espace ou des films de John Carpenter.

## Albums
- Prométhée, Soleil :

1. Atlantis, 26/11/2008  (ISBN 978-2-302-00442-9)[2],[3].
2. Blue Beam Project, 24/06/2009  (ISBN 978-2-302-00674-4)[4].
3. Exogénèse, 23/06/2010  (ISBN 978-2-302-01106-9)[5].
4. Mantique, 22/06/2011  (ISBN 978-2-302-01615-6).
5. Le Sarcophage, 25/01/2012  (ISBN 978-2-302-01961-4)[6].
6. L’Arche, 13/06/2012  (ISBN 978-2-302-02332-1).
7. La Théorie du 100e singe, 16/01/2013  (ISBN 978-2-302-02706-0)[7].
8. Necromanteion, 05/06/2013  (ISBN 978-2-302-02538-7)[8].
9. Dans les ténèbres - 1re partie, 15/01/2014  (ISBN 978-2-302-03691-8)[9].
10. Dans les ténèbres - 2e partie, 04/06/2014  (ISBN 978-2-302-03828-8).
11. Le Treizième Jour, 18/02/2015  (ISBN 978-2-302-04345-9).
12. Providence, 24/06/2015  (ISBN 978-2-302-04650-4)[10].
13. Contacts, 20/01/2016  (ISBN 978-2-302-04885-0).
14. Les Âmes perdues, 02/11/2016  (ISBN 978-2-302-05587-2).
15. Le Village, 06/06/17  (ISBN 978-2-302-06216-0).
16. Dissidence, 02/11/17  (ISBN 978-2-302-06498-0).
17. Le Spartiate, 06/06/2018  (ISBN 978-2-302-06978-7).
18. La Théorie du grain de sable, 07/11/2018  (ISBN 978-2-302-07263-3).
19. Artefact, 19/06/2019  (ISBN 978-2-302-07664-8).
20. La Citadelle, 27/11/2019  (ISBN 978-2-302-07882-6)[11].
21. Antechton, 18/11/2020  (ISBN 978-2-302-08974-7).
22. Fondations, 15/06/2022  (ISBN 978-2-302-08975-4).
23. Entre chien et loup, 14/06/2023
24. Invasion finale, 06/12/2023

### Documentation
- Christophe Bec (int. par Charles-Louis Detournay), « Christophe Bec (1/2) : « Prométhée est un récit ambitieux. J’ai pris le pli de révèler des choses, quitte à décevoir. » », sur Actua BD, 31 août 2013.
- Christophe Bec (int. par Charles-Louis Detournay), « Christophe Bec : « La fidélité des lecteurs m’a permis de réaliser la série fleuve Prométhée,en dépit du climat ambiant de l’édition » », sur Actua BD, 11 août 2015.
- Charles-Louis Detournay, « Les Abysses de Christophe Bec », sur Actua BD, 2014-44-30.
- Charles-Louis Detournay, « Le second cycle de "Prométhée" s’avère explosif ! », sur Actua BD, 28 novembre 2016.

### Lien web
- « Prométhée », sur bedetheque.com.